# Roman Kryklia
Roman Olegovich Kryklia (Krasnohrad, Ucrania; 11 de octubre de 1991) es un kickboxer ucraniano que actualmente compite en las categorías de peso semipesado y pesado de ONE Championship, donde es doble campeón mundial, siendo el actual Campeón Mundial de Kickboxing de Peso Semipesado de ONE y el Campeón Mundial de Muay Thai de Peso Pesado de ONE, además de ser el Campeón del Grand Prix de Kickboxing de Peso Pesado de ONE. Un veterano de más de 50 peleas, Kryklia sólo ha sido vencido 7 veces (todas derrotas por decisión), pudiendo vengar 5 de esas derrotas a lo largo de su carrera. Kryklia fue finalista en el Grand Prix de SUPERKOMBAT de 2015, y ganó los torneos de Kunlun Fight y K-1.
Desde noviembre de 2021, Combat Press posiciona a Kryklia como el kickboxer #3 de peso pesado del mundo.

## Primeros años
Roman Kryklia nació en la ciudad de Krasnograd, en la región de Járkov, Ucrania. A los seis años de edad, comenzó a entrenar en club de deportes "Burovik." Su entrenador era Valentín Nikolaevich Kozhushko. Con el club "Burovik", Kryklia comenzó a pelear en Karate Kenpokai ucraniano y en campeonatos de Kickboxing, ganando múltiples medallas.
En 2008 en la ciudad de Lutsk, Kryklia se convirtió en campeón juvenil de Ucrania en kickboxing y recibió el título de Master of Sports en Kickboxing. En 2008, comenzó a entrenar en la ciudad de Járkov, en el club "Maximus," con el entrenador Maxim Nikolaevich Kiyko y Víctor Nikolaevich Demchenko.
Durante sus estudios en Járkov National Automobile y Highway University, defendió el honor de su Universidad en el Campeonato de Kickboxing de Ucrania entre los estudiantes por cuatro años (2012–2015), quedando en el primer lugar. Ganó la medalla de plata de Ucrania entre amateurs en la ciudad de Odesa (2010).

## Carrera de Kickboxing

### Carrera temprana
En octubre de 2012, Kryklia hizo su debut profesional contra Tomáš Možný en Nitrianska noc bojovníkov 2012. Ganó la pelea por decisión. Kryklia acumularía un récord de 4–3. En enero de 2015, participó en el torneo de peso semipesado de Yangame's Fight Night 2. Ganó ambas peleas por decisión.
Luego de ganar el torneo, Krylia ganó tres de sus siguientes cuatro peleas, incluyendo victorias destacables sobre Igor Mihaljević y Sergej Maslobojev. Luego participó del Torneo de Peso Pesado de Tatneft Cup heavyweight tournament, consiguiendo nocauts en semifinal y en la final.

### SUPERKOMBAT Fighting Championship
Dos meses después, Krylia firmaría con la promoción de kickboxing más grande de Europa, SUPERKOMBAT, para participar en su Grand Prix de Peso Pesado. Ganó una decisión unánime contra Iván Pavle en las semifinales, pero perdió ante Tarik Khbabez por decisión en la final.
Luego de perder ante Khabez, Kryklia comenzaría una racha de 11 peleas invicto, la cual comenzó con una victoria por decisión ante Konstantin Gluhov y Jahfarr Wilnis. En junio de 2016, ganó el torneo de calificación al A1 WGP, noqueando a Thomas Vanneste en las semifinales, y obligando a Daniel Lentie a retirarse al final del primer asalto en la final. En las semifinales del Grand Prix de A1, Kryklia enfrentó a Daniel Lentie por tercera vez en su carrera, y ganando la tercera pelea también, venciendo a Lentie por decisión. Ganó el torneo por TKO en el primer asalto ante Arnold Oborotov.

### K-1
Sólo dos semanas después, Kryklia entró al torneo de peso pesado europeo de K-1 de 2016. Kryklia ganó los cuartos de final venciendo al bosnio Bahrudin Mahmić, las semifinales venciendo a Atha Kasapis y la final venciendo a Fabio Kwasi, todas las peleas terminaron de la misma forma, con Kryklia noqueando a sus tres oponentes con rodillazos. Para su última pelea de 2016, Kryklia enfrentó a Stéphane Susperregui en Nuit des Champions 2016. Ganó la pelea por decisión mayoritaria.

### Kunlun Fight
Kryklia enfrentó a Fabrice Aurieng por Prince Albert's Cup y por el título de peso pesado de Monte Carlo FM heavyweight title. Ganó la pelea por TKO, luego de que la esquina de Aurieng tirara la toalla en el segundo asalto.
En diciembre de 2017, Kryklia participó en el torneo de peso pesado de Kunlun Fight, llevado a cabo en KLF 68. Ganó los cuartos de final contra Ning Tianshuai por TKO en el primer asalto y la semifinal contra Felipe Micheletti por decisión unánime. Perdió la pelea final ante Iraj Azizpour por decisión en el asalto extra.
Kryklia enfrentó a Yuksel Ayaydin en MFC 7, en última pelea de la carrerade Ayaydin, ganando la pelea por decisión. Luego enfrentó a Daniel Svkor por el título de peso pesado de WAKO, ganando por nocaut en el segundo asalto.
En las semifinales del Grand Prix de FEA, Kryklia enfrentó a Tomáš Hron en una pelea de desempate, con ambos teniendo una victoria sobre el otro. Kryklia ganó la pelea por decisión unánime, y enfrentó a Tsotne Rogava en la final. La pelea con Rogava fue a un asalto extra, que Kryklia ganaría por decisión.
En Kunlun Fight 80, Kryklia participó una vez más en torneo de peso pesado de KLF. Derrotó a Martin Pacas por decisión unánime en los cuartos de final y a Rade Opacic por TKO en el segundo asalto en la semifinal. Kryklia enfrentó a Iraj Azizpour en una revancha en la final. Kryklia ganó la pelea por decisión unánime, vengando nuevamente una de sus derrotas.

### ONE Championship

#### Campeonato Mundial de Kickboxing de Peso Semipesado de ONE
El 16 de noviembre de 2019, Kryklia derrotó a Tarik Khbabez por TKO para convertirse en el Campeón Mundial Inaugural de Kickboxing de Peso Semipesado de ONE.
Kryklia estaba programado para defender su título contra Andrei Stoica en ONE Infinity 1, pero la pelea fue pospuesta por el coronavirus. Kryklia fue reprogramado para defender su Campeonato Mundial de Kickboxing de Peso Semipesado de ONE contra Murat Aygün en ONE Championship: Big Bang el 4 de diciembre de 2020. La pelea fue cancelada cuando alguien de la esquina de Kryklia dio positivo por COVID-19. 
Kryklia enfrentó a Andrei Stoica en ONE Championship: Collision Course. Kryklia ganó la pelea por decisión unánime, habiendo controlado la pelea completa.
Kryklia estaba programado para hacer la segunda defensa de su título contra Murat Aygün en ONE Championship: NextGen el 29 de octubre de 2021. Sin embargo, Aygün se retiró de la pelea y Kryklia fue programado para enfrentar a Iraj Azizpour por el Campeonato Inaugural de Kickboxing de Peso Pesado de ONE. Sin embargo, por razones médicas, Kryklia fue retirado de la pelea.
Kryklia estaba programado para enfretar a Murat Aygün el 14 de enero de 2022 en ONE Championship: Heavy Hitters. La pelea fue pospuesta para ONE Championship: Full Circle el 25 de febrero de 2022. Kryklia venció a Aygün por KO en el primer asalto. Dicha victoria lo haría ganador de su primer premio de Actuación de la Noche.

#### Grand Prix de Kickboxing de Peso Pesado de ONE
Kryklia enfrentó a Guto Inocente en las semifinales del Grand Prix de Kickboxing de Peso Pesado de ONE en ONE 161, el 29 de septiembre de 2022. En su debut en peso pesado en ONE, Kryklia pesó 231.75 libras, sólo 6 libras más de lo que pesa en peso semipesado, y 30 libras menos que su oponente Guto Inocente. Kryklia tiró a Inocente en el inicio del primer asalto, Inocente pudo superar la cuenta, pero Kryklia luego conectó una patada a la cabeza de Inocente que obligó al réferi a detener la pelea, declarando a Kryklia ganador por TKO en sólo 52 segundos del primer asalto. Kryklia avanzó a la final del Grand Prix de Kickboxing de Peso Pesado de ONE para enfrentar a Iraj Azizpour, en una pelea de desempate. Esta victoria lo haría ganador de su segundo premio de Actuación de la Noche.
Kryklia enfrentó a Iraj Azizpour en la final del Grand Prix de Kickboxing de Peso Pesado de ONE en ONE 163. Durante el pesaje, Kryklia pesó 229.5 libras, mientras que su oponente Azizpour pesó 256 libras, estableciendo una diferencia de 26.5 libras entre ambos. Kryklia ganó la pelea por TKO en el segundo asalto, asegurando el título del Grand Prix de Kickboxing de Peso Pesado de ONE. Esta victoria lo hizo ganador de su tercer premio de Actuación de la Noche.

#### Continuación de su reinado titular de peso semipesado
Kryklia estaba programado para hacer la tercera defensa de su título de peso semipesado contra Francesko Xhaja el 14 de julio de 2023, en ONE Fight Night 12. Sin embargo, el 30 de junio, la pelea fue pospuesta debido a una lesión no revelada de Xhaja .

#### Campeonato Mundial de Muay Thai de Peso Pesado de ONE
Kryklia enfrentó a Roberts por el Campeonato Mundial Inaugural de Muay Thai de Peso Pesado de ONE el 9 de diciembre de 2023, en ONE Fight Night 17. Ganó la pelea y el título por KO en el segundo asalto. Esta victoria lo hizo ganador de su cuarto premio de Actuación de la Noche

## Campeonatos y logros
- ONE Championship
  - Campeón Mundial de Kickboxing de Peso Semipesado de ONE (Una vez; actual; inaugural)
    - Dos defensas titulares exitosas

  - Campeón Mundial de Muay Thai de Peso Pesado de ONE (Una vez; actual; inaugural)
  - Campeonato del Grand Prix de Kickboxing de Peso Pesado de ONE de 2022
  - Peleador del Año 2022 de ONE Super Series[42]
  - Pelea del Año 2022 de Kickboxing de ONE Super Series vs. Iraj Azizpour
  - Actuación de la Noche (Cuatro veces) vs. Murat Aygün, Guto Inocente, Iraj Azizpour y Alex Roberts[31][35][38]

- Kunlun Fight
  - Campeón del Torneo de Peso Súper Pesado de Kunlun Fight

- FEA World Grand Prix
  - Campeón del Grand Prix de FEA

- Monte Carlo Fighting Masters
  - Campeón de Peso Pesado de Monte Carlo Fighting Masters
  - 2017 H.S.H. Prince Albert II of Monaco's Cup +94.2 kg.

- Combat Press
  - Nominación a Peleador del Año de 2016 por Combat Press[43]

- K-1
  - Campeón del Torneo Europeo de -95 kg de K-1

- A1
  - Campeón del Torneo de Peso Pesado de A1
  - Campeón del Torneo de Peso Pesado de A1 Part 3

- SUPERKOMBAT Fighting Championship
  - Finalista del Grand Prix de +96 kg de SUPERKOMBAT

- Tatneft Cup
  - Campeón de +91 kg de Tatneft Cup

- Yangame's Fight Night
  - Campeón de +80 kg de Yangame's Fight Night 2: TATNEFT TNA Collizion

## Récord en Kickboxing
| Récord en Kickboxing | Récord en Kickboxing | Récord en Kickboxing  | Récord en Kickboxing                                           | Récord en Kickboxing    | Récord en Kickboxing                   | Récord en Kickboxing | Récord en Kickboxing |
| --- | -------------------- | --------------------- | -------------------------------------------------------------- | ----------------------- | -------------------------------------- | -------------------- | -------------------- |
| 49 Victorias (28 (T)KOs), 7 Derrotas, 1 Sin Resultado                                                                     |                      |                       |                                                                |                         |                                        |                      |                      |
| Fecha | Resultado            | Oponente              | Evento                                                         | Localización            | Método                                 | Ronda                | Tiempo               |
| 09-12-2023 | Victoria             | Alex Roberts          | ONE Fight Night 17                                             | Bangkok, Tailandia      | KO (Puñetazo)                          | 2                    | 0:25                 |
| Ganó el Campeonato Mundial Inaugural de Muay Thai de Peso Pesado de ONE.                                                  |                      |                       |                                                                |                         |                                        |                      |                      |
| 19-11-2022 | Victoria             | Iraj Azizpour         | ONE 163                                                        | Kallang, Singapur       | TKO (Golpes)                           | 2                    | 1:28                 |
| Ganó el Campeonato del Grand Prix de Kickboxing de Peso Pesado de ONE.                                                    |                      |                       |                                                                |                         |                                        |                      |                      |
| 29-09-2022 | Victoria             | Guto Inocente         | ONE 161                                                        | Kallang, Singapur       | TKO (Patada a la Cabeza)               | 1                    | 0:52                 |
| Semifinal del Grand Prix de Kickboxing de Peso Pesado de ONE.                                                             |                      |                       |                                                                |                         |                                        |                      |                      |
| 25-02-2022 | Victoria             | Murat Aygun           | ONE Championship: Full Circle                                  | Kallang, Singapur       | KO (Patada al Cuerpo y Golpes)         | 1                    | 2:32                 |
| Defendió el Campeonato Mundial de Kickboxing de Peso Semipesado de ONE.                                                   |                      |                       |                                                                |                         |                                        |                      |                      |
| 18-12-2020 | Victoria             | Andre Stoica          | ONE Championship: Collision Course                             | Kallang, Singapur       | Decisión (Unánime)                     | 5                    | 3:00                 |
| Defendió el Campeonato Mundial de Kickboxing de Peso Semipesado de ONE.                                                   |                      |                       |                                                                |                         |                                        |                      |                      |
| 16-11-2019 | Victoria             | Tarik Khbabez         | ONE Championship: Age of Dragons                               | Pekín, China            | TKO (Regla de los 3 knockdowns)        | 2                    | 0:43                 |
| Ganó el Campeonato Mundial Inaugural de Kickboxing de Peso Semipesado de ONE.                                             |                      |                       |                                                                |                         |                                        |                      |                      |
| 24-02-2019 | Victoria             | Iraj Azizpour         | Kunlun Fight 80 - Heavyweight Tournament, Final                | Shanghái, China         | Decisión (Unánime)                     | 3                    | 3:00                 |
| Ganó el Torneo de Peso Súper Pesado de Kunlun Fight.                                                                      |                      |                       |                                                                |                         |                                        |                      |                      |
| 24-02-2019 | Victoria             | Rade Opačić           | Kunlun Fight 80 - Heavyweight Tournament, Semi Finals          | Shanghái, China         | TKO (Cinco Knockdowns/Golpes)          | 2                    |                      |
| 24-02-2019 | Victoria             | Martin Pacas          | Kunlun Fight 80 - Heavyweight Tournament, Quarter Finals       | Shanghái, China         | Decisión (Unánime)                     | 3                    | 3:00                 |
| 07-12-2018 | Victoria             | Sam Tevette           | Tatneft Cup 2018 Final                                         | Kazán, Rusia            | Decisión                               | 4                    | 3:00                 |
| 06-10-2018 | Victoria             | Tsotne Rogava         | FEA World Grand Prix, Semifinales                              | Moldavia                | Decisión en Asalto Extra (Unánime)     | 4                    | 3:00                 |
| Ganó el Torneo Grand Prix de FEA.                                                                                         |                      |                       |                                                                |                         |                                        |                      |                      |
| 06-10-2018 | Victoria             | Tomáš Hron            | FEA World Grand Prix, Semifinales                              | Moldavia                | Decisión (Unánime)                     | 3                    | 3:00                 |
| 30-06-2018 | Victoria             | Daniel Škvor          | Monte-Carlo Fighting Trophy                                    | Mónaco                  | KO                                     | 2                    |                      |
| Ganó el Campeonato Mundial de WAKO.                                                                                       |                      |                       |                                                                |                         |                                        |                      |                      |
| 03-05-2018 | Victoria             | Yuksel Ayaydin        | MFC 7                                                          | Francia                 | Decisión                               | 3                    | 3:00                 |
| 2018-02-04 | Derrota              | Iraj Azizpour         | Kunlun Fight 69 Heavyweight Tournament, Final                  | China                   | Decisión (Mayoritaria) en Asalto Extra | 4                    | 3:00                 |
| Por el Campeonato del Torneo de +100kg de Kunlun Fight de 2018.                                                           |                      |                       |                                                                |                         |                                        |                      |                      |
| 2018-02-04 | Victoria             | Felipe Micheletti     | Kunlun Fight 69 Heavyweight Tournament, Semi Finals            | China                   | Decisión (Unánime)                     | 3                    | 3:00                 |
| 2017-12-17 | Victoria             | Ning Tianshuai        | Kunlun Fight 68 Heavyweight Tournament, Quarter Finals         | China                   | TKO (Parada Médica/Corte)              | 1                    |                      |
| 2017-11-25 | Victoria             | Nordine Mahieddine    | Nuit Des Champions                                             | Marsella, Francia       | Decisión                               | 3                    | 3:00                 |
| 2017-07-27 | Derrota              | Tomáš Hron            | Yangames Fight Night 2017                                      | Praga, República Checha | Decisión                               | 3                    | 3:00                 |
| 2017-06-30 | Victoria             | Fabrice Aurieng       | Monte Carlo Fighting Masters                                   | Montecarlo, Mónaco      | TKO (Tirar la Toalla)                  | 2                    |                      |
| Ganó la H.S.H. Prince Albert II of Monaco's Cup de +94 kg y el Campeonato de Peso Pesado de Monte Carlo Fighting Masters. |                      |                       |                                                                |                         |                                        |                      |                      |
| 2016-11-19 | SR                   | Stéphane Susperregui  | Nuit des Champions 2016                                        | Marsella, Francia       | Sin Resultado                          | 3                    |                      |
| Originalmente una victoria por decisión mayoritaria para Kryklia, más tarde cambiado a Sin Resultado.                     |                      |                       |                                                                |                         |                                        |                      |                      |
| 2016-10-27 | Victoria             | Fabio Kwasi           | K-1 World GP 2016 -95kg Championship Tournament                | Belgrado, Serbia        | KO (Rodillazo)                         | 2                    |                      |
| Ganó el Torneo de -95kg del Grand Prix de K-1 de 2016.                                                                    |                      |                       |                                                                |                         |                                        |                      |                      |
| 2016-10-27 | Victoria             | Atha Kasapis          | K-1 World GP 2016 -95kg Championship Tournament                | Belgrado, Serbia        | KO (Rodillazo)                         | 3                    |                      |
| 2016-10-27 | Victoria             | Bahrudin Mahmić       | K-1 World GP 2016 -95kg Championship Tournament                | Belgrado, Serbia        | KO (Rodillazo)                         | 1                    |                      |
| 2016-10-13 | Victoria             | Arnold Oborotov       | Partouche Kickboxing Tour 2016 - Final                         | Francia                 | TKO (Gancho Izquierdo y Rodillazo)     | 1                    |                      |
| Ganó el Torneo de Peso Pesado de A1 WGP Final.                                                                            |                      |                       |                                                                |                         |                                        |                      |                      |
| 2016-10-13 | Victoria             | Daniel Lentie         | Partouche Kickboxing Tour 2016 - Final                         | Francia                 | Decisión                               | 3                    | 3:00                 |
| 2016-06-10 | Victoria             | Daniel Lentie         | Partouche Kickboxing Tour, Final                               | Tolón, Francia          | TKO (Retiro)                           | 1                    |                      |
| Ganó el Torneo de Peso Pesado de A1 WGP Part 3.                                                                           |                      |                       |                                                                |                         |                                        |                      |                      |
| 2016-06-10 | Victoria             | Thomas Vanneste       | Partouche Kickboxing Tour, Semi Finals                         | Tolón, Francia          | TKO (Paro de la Esquina)               | 2                    |                      |
| 2016-01-09 | Victoria             | Jahfarr Wilnis        | Kunlun Fight 36                                                | Shanghái, China         | Decisión                               | 3                    | 3:00                 |
| 2015-12-26 | Victoria             | Konstantin Gluhov     | Akhmat Fight Show                                              | Grozni, Rusia           | Decisión (Unánime)                     | 3                    | 3:00                 |
| 2015-11-07 | Derrota              | Tarik Khbabez         | SUPERKOMBAT World Grand Prix 2015 Final, Final                 | Bucarest, Rumania       | Decisión (Unánime)                     | 3                    | 3:00                 |
| Por el Campeonato del Torneo de +96 kg de SUPERKOMBAT World Grand Prix 2015 Final.                                        |                      |                       |                                                                |                         |                                        |                      |                      |
| 2015-11-07 | Victoria             | Ivan Pavle            | SUPERKOMBAT World Grand Prix 2015 Final, Semi Finals           | Bucarest, Rumania       | Decisión (Unánime)                     | 3                    | 3:00                 |
| 2015-09-04 | Victoria             | Daniel Lentie         | Tatneft Cup 2015 Final                                         | Kazán, Rusia            | KO                                     | 1                    |                      |
| Ganó el Campeonato de +91 kg de Tatneft Cup 2015.                                                                         |                      |                       |                                                                |                         |                                        |                      |                      |
| 2015-08-04 | Victoria             | Claudiu Istrate       | Tatneft Cup 2015 Semifinal                                     | Kazán, Rusia            | TKO                                    | 1                    |                      |
| 2015-06-07 | Victoria             | Sergej Maslobojev     | Kunlun Fight 26 - Super Heavyweight Tournament, Reserve Fight  | Chongqing, China        | KO                                     | 3                    |                      |
| 2015-04-29 | Victoria             | Igor Mihaljević       | Tatneft Cup 2015 - 1st selection 1/4 final                     | Kazán, Rusia            | KO (Rodillazo a la Cabeza)             | 2                    |                      |
| 2015-03-17 | Derrota              | Jahfarr Wilnis        | Kunlun Fight 21 - Super Heavyweight Tournament, Quarter Finals | Sanya, China            | Decisión en Asalto Extra               | 4                    | 3:00                 |
| 2015-02-21 | Victoria             | Dexter Suisse         | Tatneft Cup 2015 - 3rd selection 1/8 final                     | Kazán, Rusia            | KO                                     | 1                    |                      |
| 2015-01-17 | Victoria             | Radovan Kulla         | Yangame's Fight Night 2: TATNEFT TNA Collizion, Final          | Praga, República Checha | Decisión                               | 3                    | 3:00                 |
| Ganó el Campeonato de +80 kg Yangame's Fight Night 2: TATNEFT TNA Collizion.                                              |                      |                       |                                                                |                         |                                        |                      |                      |
| 2015-01-17 | Victoria             | Jiří Stariat          | Yangame's Fight Night 2: TATNEFT TNA Collizion, Semi Finals    | Praga, República Checha | Decisión                               | 3                    | 3:00                 |
| 2015-01-03 | Victoria             | Tomáš Hron            | Kunlun Fight 15 - Super Heavyweight Tournament, Final 16       | Nankín, China           | КО (Patada a la Cabeza)                | 1                    |                      |
| 2014-01-31 | Derrota              | Kirk Krouba           | Tatneft Cup 2014 – 2nd selection 1/8 final                     | Kazán, Rusia            | Decisión (Unánime)                     | 3                    | 3:00                 |
| 2013-12-14 | Victoria             | Pacôme Assi           | Victory                                                        | París, Francia          | Decisión                               | 3                    | 3:00                 |
| 2013-09-14 | Derrota              | Martin Pacas          | Muay Thai Evening 3                                            | Trenčín, Eslovaquia     | Decisión                               | 3                    | 3:00                 |
| 2013-06-15 | Victoria             | Pacôme Assi           | Time Fight 3                                                   | Tours, Francia          | TKO (Corte)                            | 1                    |                      |
| 2013-02-22 | Victoria             | Yuri Dobko            | Muaythai Night                                                 | Moscú, Rusia            | TKO (Lesión)                           | 3                    |                      |
| 2012-11-18 | Derrota              | Valentin Slavikovskiy | Knockout-Show Mustang                                          | Minsk, Bielorrusia      | Decisión                               | 3                    | 3:00                 |
| 2012-10-27 | Victoria             | Tomáš Možný           | Nitrianska noc bojovníkov 2012                                 | Praga, República Checha | Decisión                               | 3                    | 3:00                 |